# Garça-caranguejeira-de-madagascar
Garça caranguejeira de Madagascar ou papa-ratos-malgaxe  (Ardeola idae) é uma espécie de ave da família Ardeidae.
Pode ser encontrada nos seguintes países: Angola, Bahamas, Burundi, Comores, República Democrática do Congo, Quénia, Madagáscar, Malawi, Mayotte, Moçambique, Ruanda, Reunião, Seychelles, Somália, Tanzânia, Uganda, Zâmbia e Zimbabwe.
Os seus habitats naturais são: florestas de mangal tropicais ou subtropicais, rios, lagos de água doce, marismas de água doce, águas estuarinas e terras aráveis.